# Hamaxito

Mapa con algunas de las principales antiguas ciudades griegas de Eólida, en la zona septentrional de Asia Menor. Hamaxito figura al sur de Larisa y al norte de Crisa.

Hamaxito (en griego, Ἁμαξιτός) era una antigua ciudad de la Tróade.
Estrabón la ubica en las proximidades de Larisa, de Neandria, de Crisa y del promontorio de Lecto. Dice que se había unido en sinecismo con Alejandría de Tróade. Añade que en su territorio se hallaba un edificio de culto a los Coribantes que se encontraba en su época desierto.
El geógrafo asocia Hamaxito con el santuario de Apolo Esminteo de Crisa puesto que, según la tradición, un oráculo había mandado a los teucros llegados de Creta que fundaran un santuario en el lugar donde los hijos de la tierra los atacaran. Fue en Hamaxito donde fueron atacados por una gran cantidad de ratones salidos de la tierra. Otra información proporcionada por Estrabón es que Hamaxito fue, al igual que Panfilia, un lugar donde fueron desterrados los cilicios que vivían en Tróade.
Hamaxito perteneció a la Liga de Delos puesto que aparece mencionada en registros de tributos a Atenas de los años 425/4 y 422/1 a. C.
Tucídides la menciona como un lugar por cuya costa pasaron las naves peloponesias bajo el mando de Míndaro, antes de la batalla de Cinosema del año 411 a. C.
Es citada por Jenofonte, donde se menciona que fue tomada, hacia 399 a. C. junto con Larisa y Colonas, por mercenarios griegos bajo las órdenes de la sátrapa Mania, que había sido designada por Farnabazo a la muerte de su esposo. Poco después acudió a la zona un ejército al mando del espartano Dercílidas, que había acudido a Eólida para tratar de liberar las colonias griegas del dominio persa, y tomó las ciudades de Larisa, Hamaxito y Colonas en un solo día.
Se menciona en un decreto de proxenía procedente de la isla de Cos fechado entre 321 y 306 a. C.
Se conservan monedas de bronce acuñadas por Hamaxito que se han fechado entre 400 y 310 a. C. donde figura la inscripción «ΑΜΑΞΙ».

## Galería

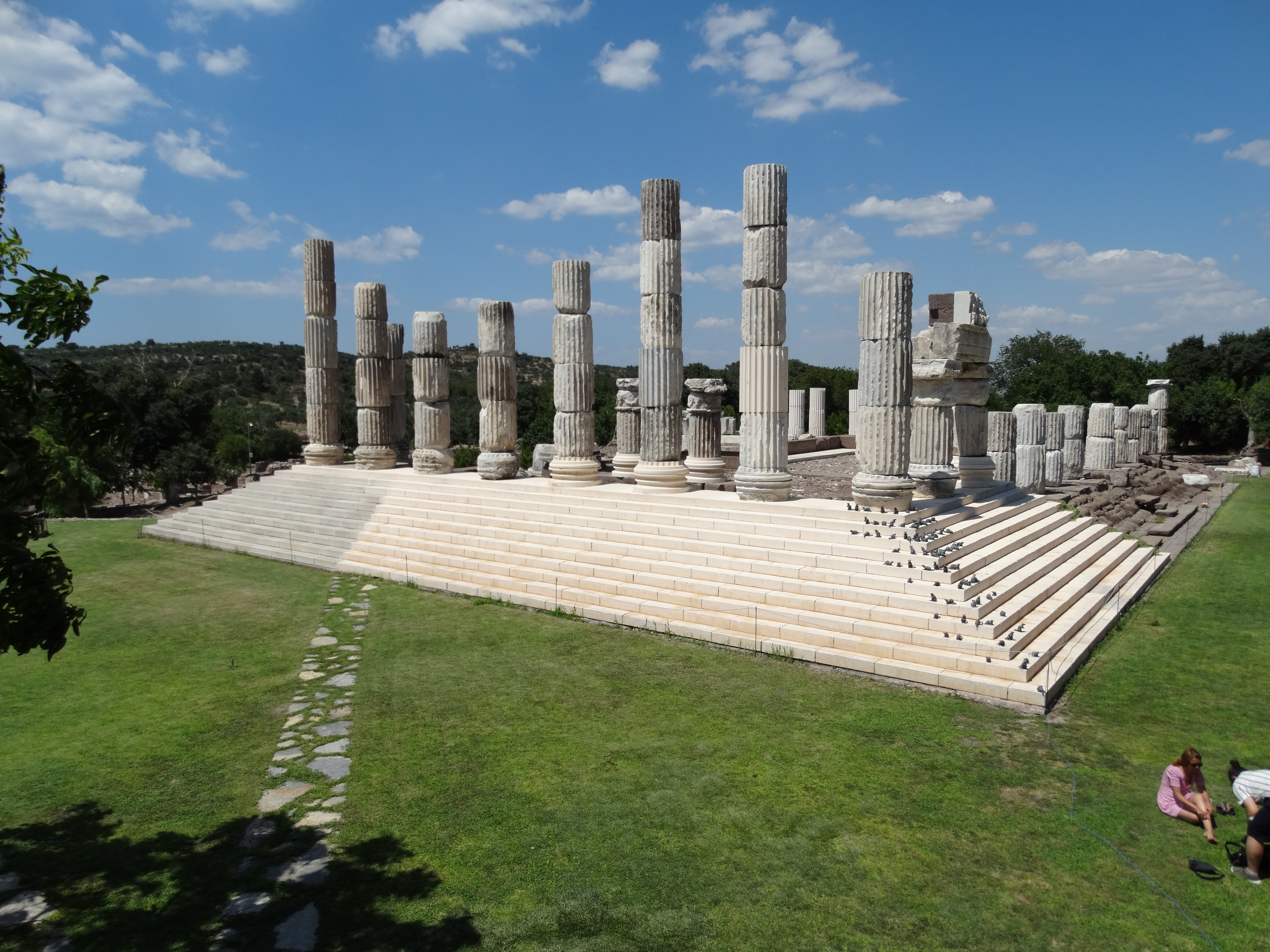
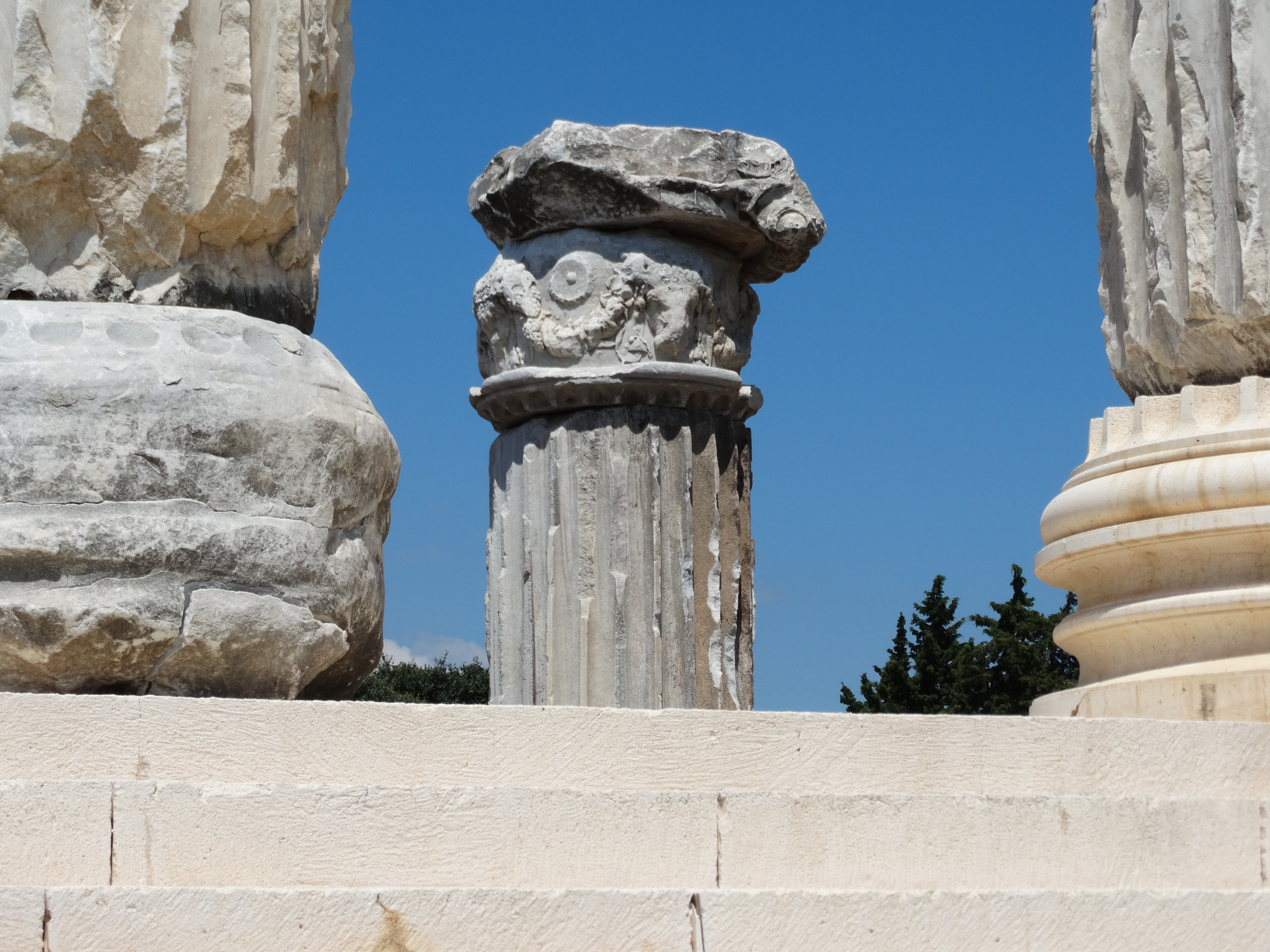
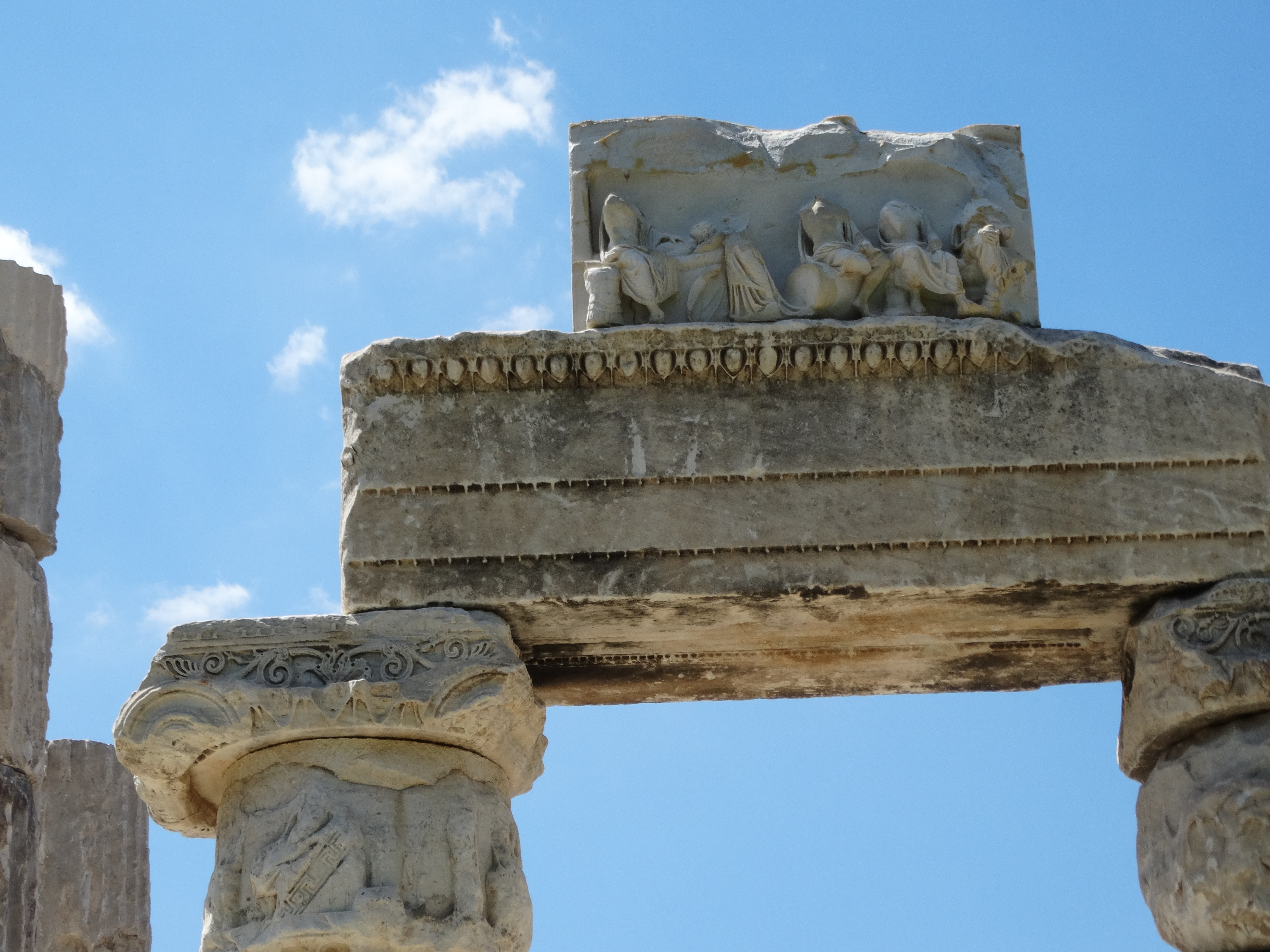
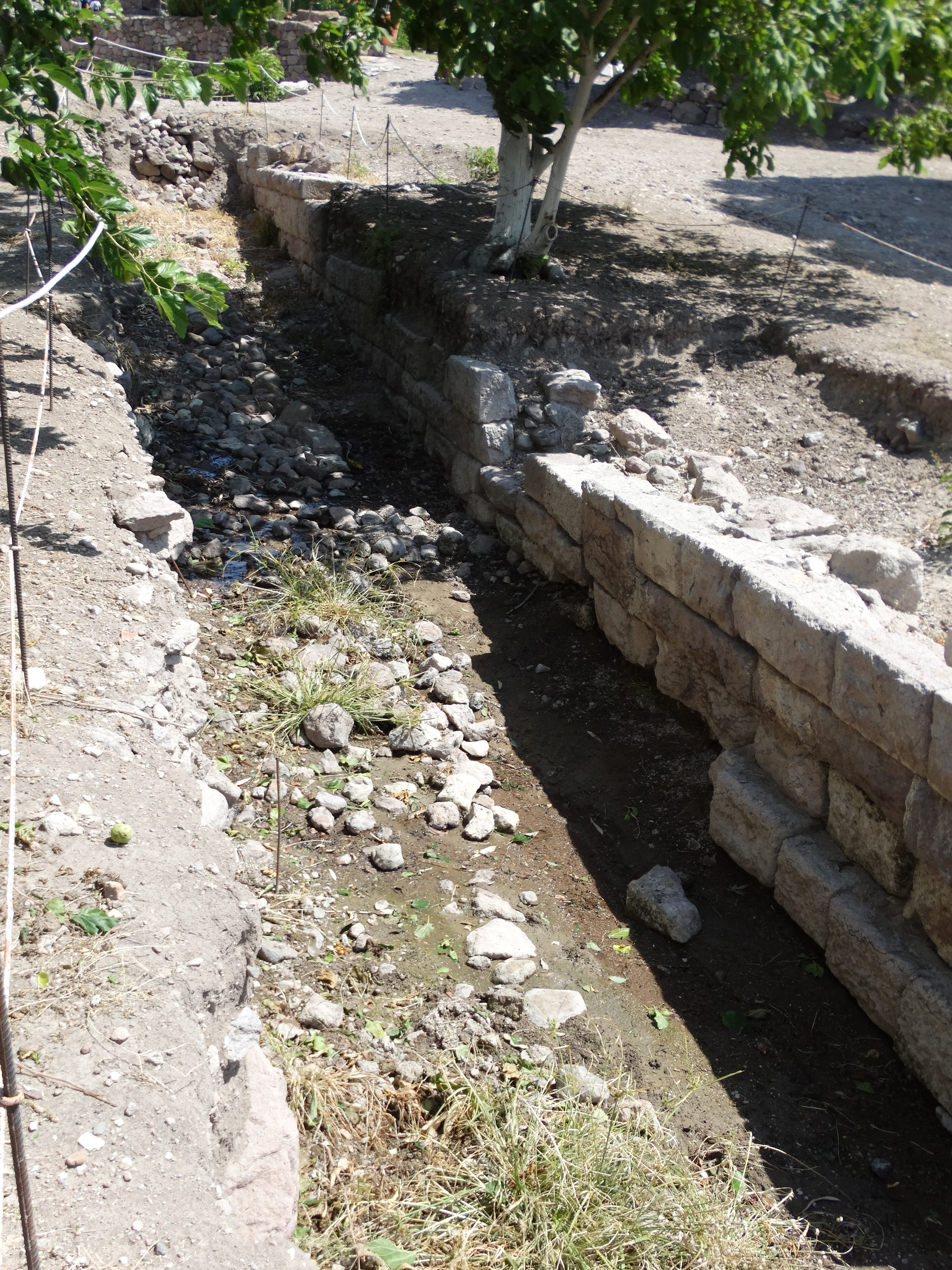
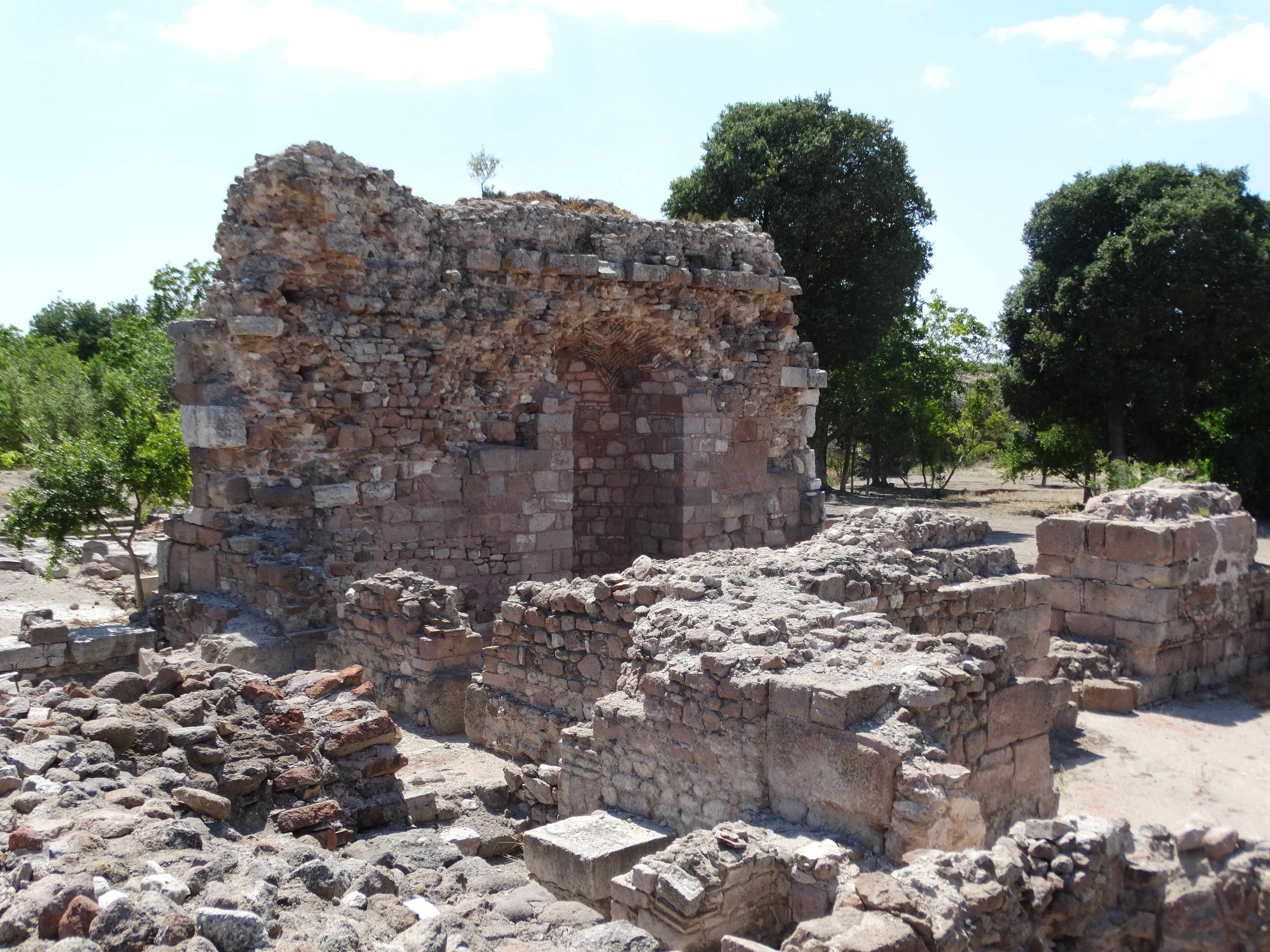
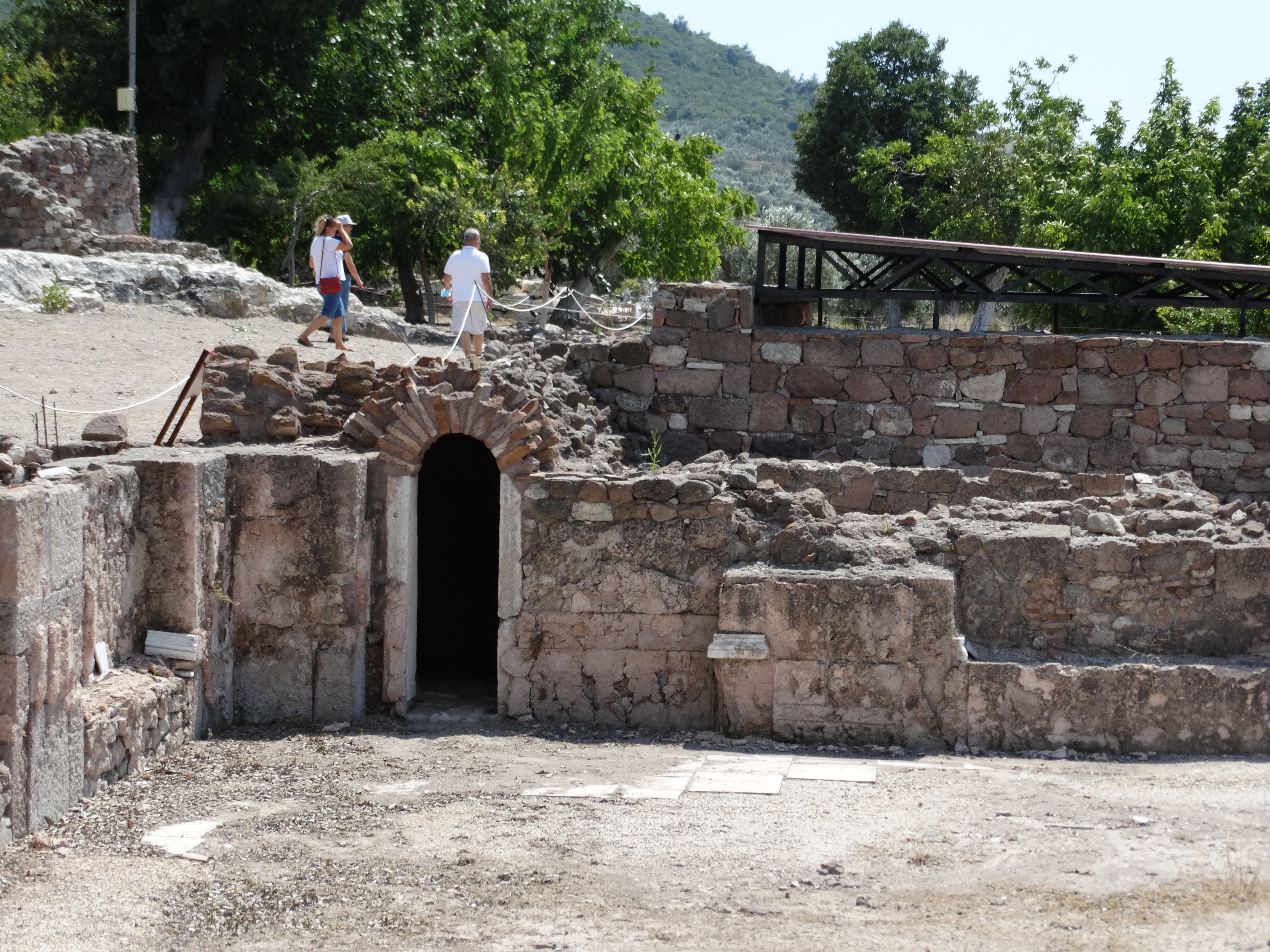
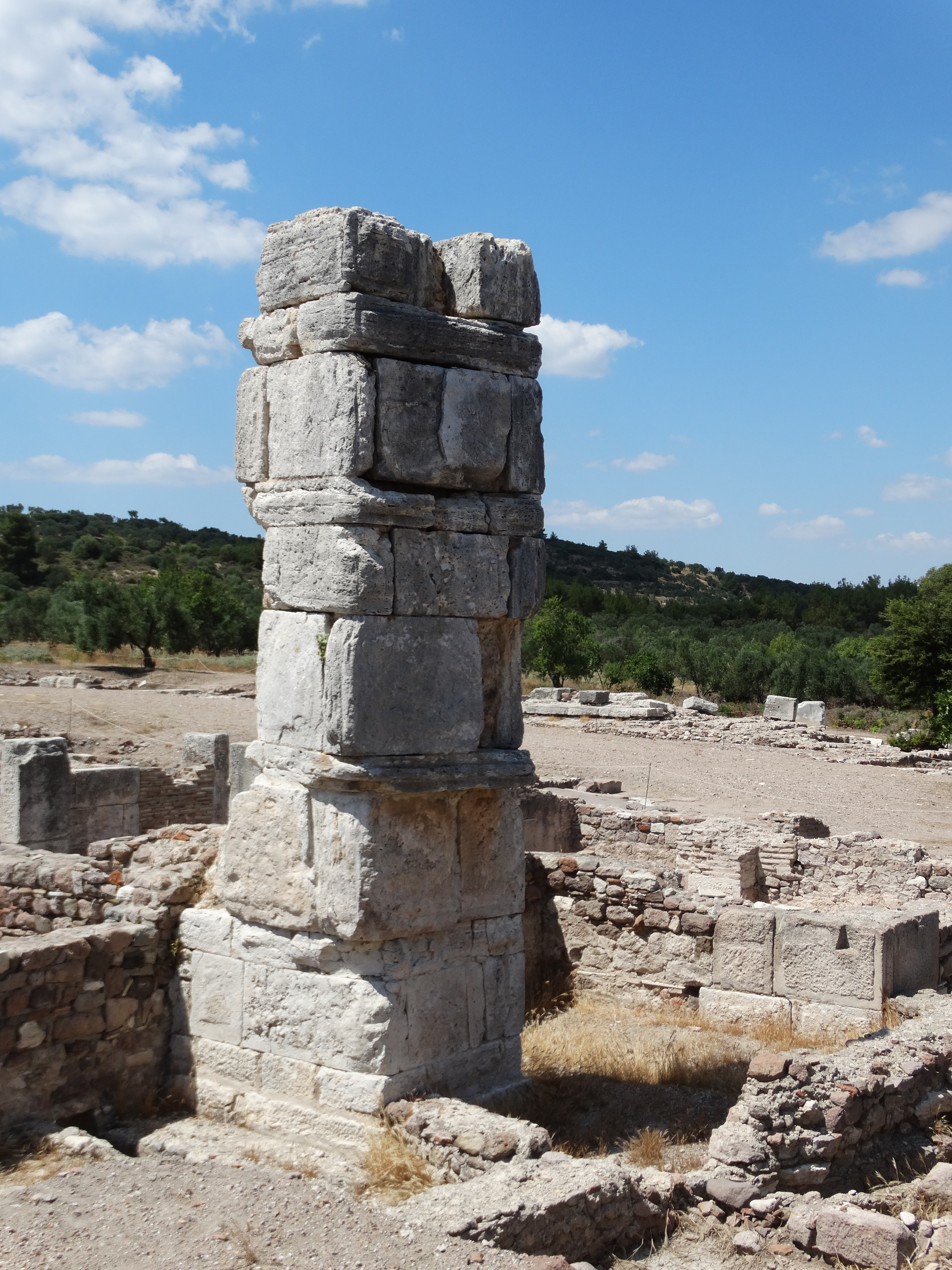
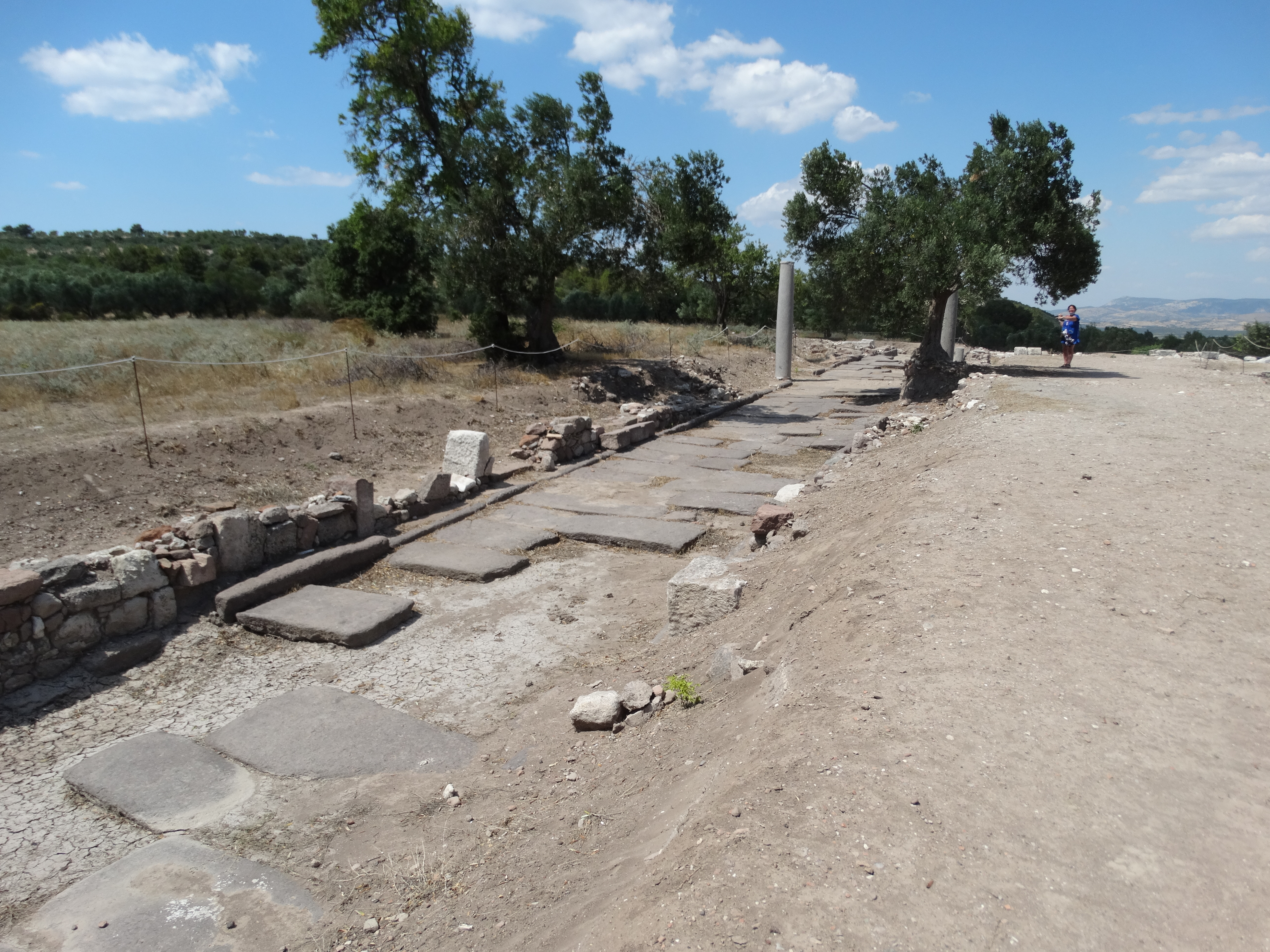